# 에디 아널드

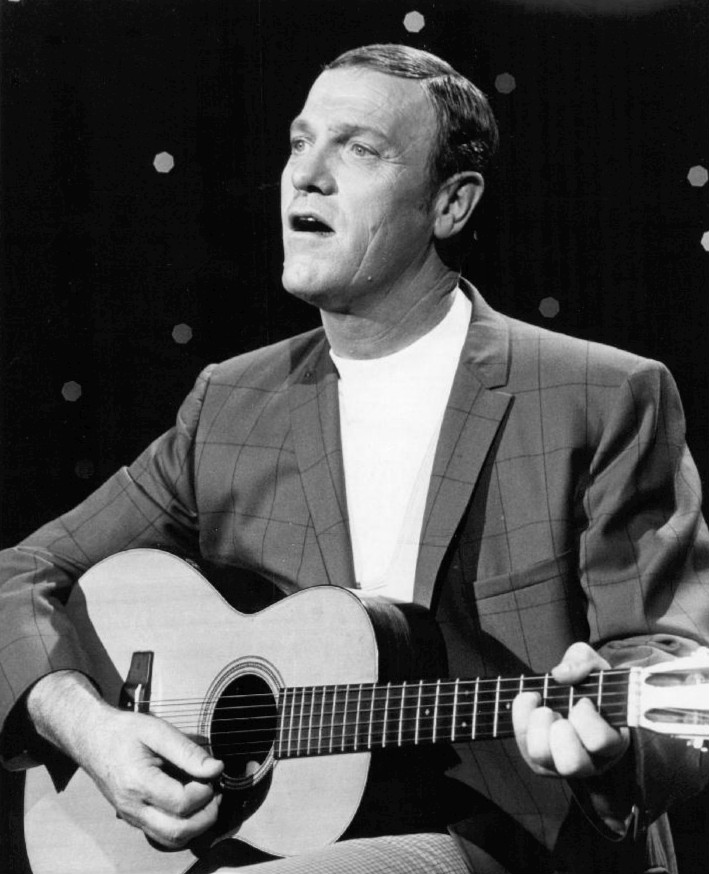
1969년

리처드 에드워드 "에디" 아널드(Richard Edward "Eddy" Arnold, 1918년 5월 15일 ~ 2008년 5월 8일)는 60년 간을 공연한 미국의 컨트리 음악 가수이다. 노래와 기타를 맡았으며 '테네시의 태양'이라는 애칭으로 불렸다. 그의 노래를 들으면 테네시의 태양에 감싸인 듯한 따스한 기분이 들기 때문이다. 따뜻한 정서와 풍부한 노래의 표정을 지닌 가수로서 C&W팬 이외에도 그를 지지하는 사람은 많았다. 히트곡의 수도 가장 많았으며 빌보드지(誌)의 핫 컨트리 싱어스의 톱 텐에 뽑힌 곡은 70곡 가까이 된다.  아놀드 에디는 테네시주의 헨더슨에서 빈농의 아들로 태어났다. 처음에는 하워드 매크너트라는 피들러와 팀을 만들었으나 1940년인 22세 때 당시 인기 밴드인 피위 킹과 골든 웨스트 카우보이스의 가수로 채용되어 출세의 문이 열렸다. 1943년에는 직접 '테네시 프라우보이스'를 결성, 다음 해인 1944년 말에는 RCA 빅터에 첫취입을 하였다. 1948년의 <장미의 꽃다발>을 절정으로 하는 그 전후 3년 정도가 제1기 황금시대라고 하겠다. 이 기간에 그는 수많은 발라드의 히트로 컨트리 발라드의 붐을 일으킨 한편 자신도 '킹 오브 컨트리 발라드'라는 이명(異名)을 자칭하였다.  1954년의 <알고 싶지 않아요>를 계기로 컨트리와 파퓰러의 중간쯤으로 방향을 돌리게 되었으며 그 노력은 1960년대 후반에 이르러 크게 열매를 맺어 <추억의 발라드>, <두 사람의 발라드>, <사랑은 멀리> 등의 연속 히트로 1966년과 1967년에 걸쳐 제2기 황금시대를 쌓았다. 1966년 말에는 '컨트리 뮤직 명예의 전당'에 사상(史上) 일곱 번째로 들어가는 음악계 최고의 영예를 누렸다.  "나는 C&W이면서도 팝이 될 수도 있는, 그처럼 모든 사람에게 사랑을 받는 노래를 부르겠다"고 했듯이, 그 활약은 폭이 넓었으며 <모리 달링>, <에니 타임> 등은 옛 팝송을 리바이벌시킨 것이었다.